# Melona

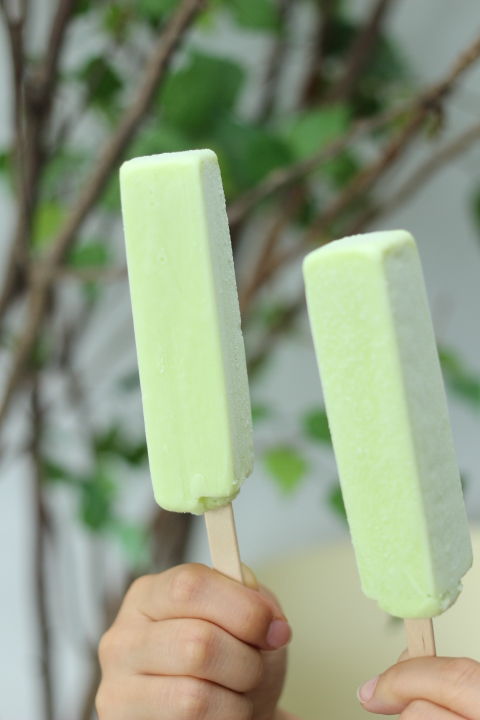
Melona au goût de melon

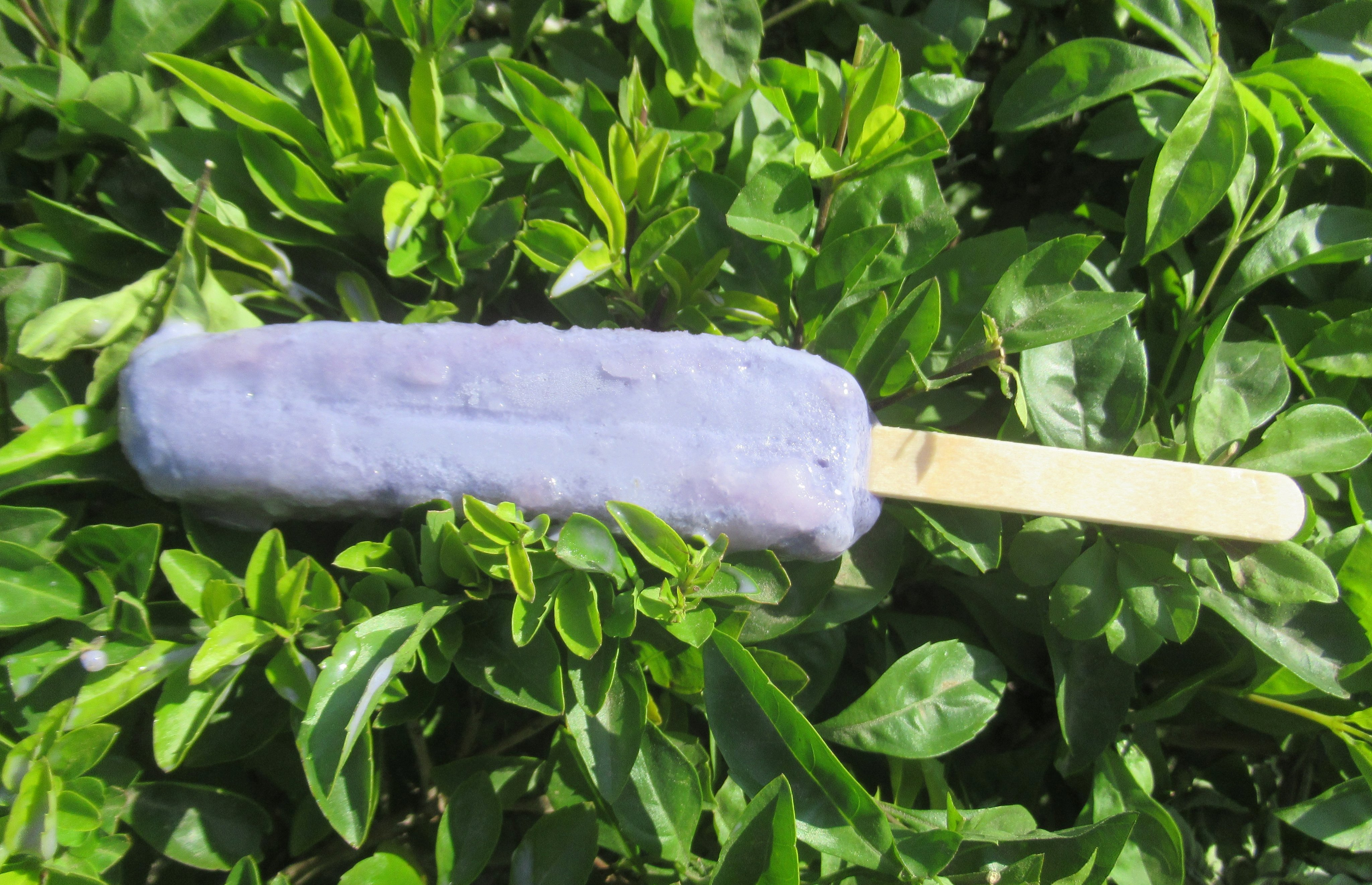
Crème glacée aromatisée à l'igname

Melona (coréen : 메로나 ) est une crème glacée sud-coréenne produite par Binggrae. Connue pour son goût de melon distinctif, elle est également déclinée en plusieurs autres saveurs fruitées, telles que banane, fraise, mangue, igname, noix de coco, myrtille et raisin. Chaque barre de 80 ml apporte environ 130 kcal , selon des statistiques établies en 2009.

## Popularité et disponibilité
Lancé en 1992,, Melona a généré un chiffre d'affaires de 21 milliards de wons (entre 13 et 14 millions d’euros environ) dès sa première année. Cette glace est principalement vendue dans les magasins de proximité en Corée du Sud. En 2007, selon les données de Family Mart, Melona figurait parmi les dix produits les plus vendus, occupant la huitième place.
Melona est également disponible dans un nombre croissant de pays à travers le monde, notamment aux États-Unis, au Canada, en Australie, au Brésil, à Singapour, en Malaisie, au Paraguay, aux Philippines, en Chine, en Argentine, au Chili, en République tchèque, en Allemagne, en Indonésie, au Vietnam et en Nouvelle-Zélande. On le retrouve principalement dans les épiceries asiatiques et les points de vente coréens, mais aussi chez de grands détaillants comme Costco. Satisfait de ses ventes croissantes à l'étranger, Binggrae commence également à élaborer une stratégie visant à s'implanter de manière significative sur les marchés du Moyen-Orient et de l'Inde.

## Goûts
- Melon honeydew
- Banane
- Mangue
- Fraise
- Noix de coco
- Igname
- Myrtille
- Pistache[7]
- Barbe à papa
- Chocolat
- Vanille
- Chocolat blanc
- Café
- Gâteau d'anniversaire
- Thé thaïlandais
- Pomme
- Ananas
- Orange
- Fruit du dragon
- Citron
- Prune
- Kiwi
- Framboise
- Pêche
- Cerise
- Poire
- Raisin
- Pamplemousse